# Merodon
Merodon je velký rod pestřenek napodobujících včely. Larvy se živí na cibulích a kořenech narcisů a dalších jednoděložných rostlin. Většina druhů je soustředěna ve východní části mediteránu a je to druhý největší rod pestřenek v Evropě s nejméně 80 evropskými druhy. V České republice bylo zaznamenáno 8 druhů.